# تقسیم فرضی بلژیک
تقسیم بلژیک، وضعیتی فرضی است که توسط رسانه‌های بلژیکی و بین‌المللی مورد بحث قرار گرفته است و پیش‌بینی می‌کند که بلژیک بر اساس تقسیمات زبانی، تجزیه شود و جامعه فلاندری (فلاندر) و جامعه فرانسوی‌زبان (والونی) به کشورهای مستقل، تبدیل شوند. از طرف دیگر، این فرضیه مطرح می‌شود که فلاندری‌ها می‌توانند به هلند (جنبش هلند بزرگ) و والونی به فرانسه (جنبش راتاشیست) یا لوکزامبورگ بپیوندند. هر دو جامعه از خودمختاری زیادی در فدراسیون بلژیک برخوردارند. مسائل پیچیده تجزیه، وضعیت بروکسل (یک منطقه دوزبانه خودمختار که از نظر جغرافیایی در نیمه فلاندری کشور، واقع شده است) و جامعه اقلیت آلمانی‌زبان، در بلژیکِ تجزیه‌شده است.